# 玛蓉剧
玛咏剧（Makyong，或写作Makyung、Mak Yong，又译作慢蓉、麦雍、马克-扬等）是一种综合了唱、舞、演、宾白、音乐演奏、插科打诨等表演艺术的传统马来戏曲，它流传于马来西亚的吉兰丹、吉打、玻璃市、登嘉楼和泰国的北大年等地。对于这种戏曲的起源，学界至今仍没有一个确切说法，但从戏曲的内容来看，这种曲艺应该在马来半岛伊斯兰化以前已开始流传，至少已有超过800年的历史。2005年，联合国教科文组织宣布玛蓉剧为人类非物质文化遗产，肯定了这种曲艺的艺术文化价值。

## 玛咏剧史
玛咏剧是一种口传表演，历史学家尚未能确定这种戏曲是起源于宫廷或民间，对其起源时间也未有确切说法。因戏曲内容中含有感谢神明、民间信仰和巫术治疗等元素，所以可推断玛咏剧的流传应在马来半岛信奉伊斯兰教之前。根据马来传统文学作品《北大年传》（Hikayat Patani）记载，玛蓉剧在距今200多年前由北大年古国（Kerajaan Pattani）传播到吉兰丹，然后再从吉兰丹传播到吉打、丁加奴、廖内群岛。
在1920年代以前，吉兰丹的玛咏戏班一直由吉兰丹皇室所资助，当时在哥打峇鲁（Kota Bharu）有一个称作“甘榜天猛公”（Kampung Temenggung）的表演场所。根据古兰沙瓦·尤索夫教授（Prof. Ghulam-Sarwar Yousof）搜集的口述历史资料，有五个玛咏戏班同时住在甘榜天猛公范围内，他们都必须接受严格的戏曲训练，即使是在平日，也要以剧中的表演方式去说话、行动和唱歌。玛蓉剧在当时处于鼎盛时期，无论在贵族阶层或在平民阶层都得到欢迎。可是，1926年的一场大水灾导致吉兰丹的经济严重衰退，与此同时，英国殖民者的入侵也削弱了吉兰丹皇室的经济能力，紧接着是第二次世界大战的爆发，这种种的外在因素导致玛蓉剧风光不再，表演水平也大幅度滑落。为了迎合观众喜好，一些玛蓉艺人改变了传统的表演方式，有的省略了表演开始阶段的朝拜仪式，有的大量加插荤笑话，有的减少了乐器的使用，原本长段的表演缩短得只剩约45分钟。
1970年代，古兰沙瓦教授对玛咏剧的变质和逐渐消亡感到担忧，于是他和士里天猛公戏班（Kumpulan Budaya Seri Temenggung）携手合作推动复原传统玛蓉剧的工作。他安排戏班把十二部经典的玛蓉剧剧目重新般上舞台，摄录他们表演的实况，采访老艺人以收集口述历史。同时，他也邀请玛蓉剧著名艺人卡迪嘉·阿旺（Khatijah Awang，1941-2000）到大学校园内讲授表演课程。在他们的努力下，1970年代留下了一些宝贵的玛蓉剧学术资料。此后，玛咏剧除了在民间表演以外，也开始获得了较多知识分子的关注。

## 玛咏剧的表演形式
传统的玛咏剧在户外戏棚表演，戏棚四面无围栏，其中三面开放给观众围观，剩下的一面留给奏乐的乐师。运用于玛咏剧的演奏乐器有弦琴（rebab）、马来鼓（gendang）、锣（gong）、笛子（serunai）等。其中，拉弦琴的乐师是乐师之首，他主导着演奏速度的急缓、曲调的临时转换，其他乐师都以他为中心配合演奏。
玛咏剧里的角色主要是由女艺人扮演，最重要的是两位分别被称作“玛咏”（makyong）和“伯咏”（pakyong）的女艺人。玛咏扮演剧中的主要女性角色（如：公主），而伯咏扮演剧中的主要男性角色（如：国王、王子）。玛咏在玛蓉剧中负责独唱、领舞，而围绕在她身边的侍女、宫女们（dayang-dayang）则为她伴舞、伴唱。玛咏剧里能由男艺人扮演的只有插科打诨的丑角（peran），他们一般是扮演伯咏的臣子。

## 玛咏剧被禁止演出
1991年，伊斯兰党在州选举中赢得吉兰丹州的执政权。该党基于玛咏剧有一些不符合回教教义的元素（如涉及民间宗教信仰、艺人的表演服饰露出手臂、不披戴头巾）而禁止了玛咏剧的演出。虽然许多艺术爱好者和艺人反对这项禁令，但是禁令还是实施了，自此之后玛咏剧就不能在该州的公开场合演出。